# 迭拿麥
迭拿麥（泰雅語：Denamai / Dnamay / Damay；亦稱為Paras Rangi或Watan Mahung）是台灣泰雅族傳說中的巨人（也有一說是神），為了報復傷害自己的族人而製造洪水，並要求獻祭。

## 外觀
迭拿麥不僅身形巨大，其陽具也相當巨大，河水氾濫時還可以架起來當作橋讓族人經過，但他也很好色，只有美女經過時會硬挺，男人和醜女經過時，就會因為陰莖變軟或抖動而跌倒。

## 傳說故事
除了過橋之外，他也經常用自己巨大的性器欺負族人，有一次他強姦了一個正在織布的女人，令她當場死亡，女人的丈夫一氣之下拿起斧頭砍了他的陰莖，迭拿麥也生氣了，於是變成大風雨造成洪水，淹沒了部落，他對逃到山上的族人說只要給他一對美男美女就讓水退，族人一開始把打扮得很漂亮的醜男醜女丟到水裡，但他不為所動，族人只好真的選出一對美男美女，搭上船漂到海上，迭拿麥才讓水退下。
台灣進入日本統治時代之後，部分泰雅族的人認為日本人就是當初漂流到海上的美男美女的後代，因此比較能接受日本統治。

## 類似傳說
太魯閣族的洪水神話中，有行為相似之水妖／水神，其名為「沽西亞」（utux qsiya）。